# إغوانة كامبيتشية
إغوانة كامبيتشية (الاسم العلمي: Ctenosaura alfredschmidti) هي نوع من الزواحف تتبع جنس الإغوانة شائكة الذيل من الفصيلة الإغوانية.